# Lista de prêmios e indicações recebidos por Iggy Azalea
Este anexo é a lista de de prêmios e indicações recebidos por Iggy Azalea, que consiste em 21 prêmios ganhos de 54 sendo concorridas com outros artistas ou honrarias de prestígio.

## XXL Magazine
XXL Magazine é uma revista norte-americana de hip hop fundada em 1998, publicada pela Harris Publications. Azalea foi incluído no Top 10 Freshmen em 2012, tornando-se a primeira mulher, e rapper não-americana a ser destaque na lista.
| Ano  | Recipiente  | Categoria                         | Resultado |
| ---- | ----------- | --------------------------------- | --------- |
| 2012 | Iggy Azalea | Freshman Class Fan Vote Finalists | Venceu    |

## BBC Radio 1Xtra Hot Summer Awards
BBC Radio 1Xtra Hot Summer Awards foi criado em 2013 pela BBC Radio 1Xtra, uma estação de rádio britânica pertencente à British Broadcasting Corporation (BBC) especializada em música urban contemporary. Azalea recebeu uma vitória de uma nomeação.
| Ano  | Recipiente  | Categoria            | Resultado |
| ---- | ----------- | -------------------- | --------- |
| 2013 | Iggy Azalea | Hottie of the Summer | Venceu    |

## Attitude Magazine Awards
O Attitude Magazine Awards é feita anualmente pela revista de estilo de vida gay britânica Attitude desde 2012. Azalea foi indicada uma vez.
| Ano  | Recipiente  | Categoria           | Resultado |
| ---- | ----------- | ------------------- | --------- |
| 2013 | Iggy Azalea | Breakthrough Artist | Venceu    |

## The Boombox Fan Choice Awards
The Boombox Fan Choice Awards é feita pela revista norte-americana de hip hop Boombox desde 2014. Azalea foi indicada uma vez.
| Ano  | Recipiente         | Categoria                 | Resultado |
| ---- | ------------------ | ------------------------- | --------- |
| 2014 | "Change Your Life" | Hip-Hop Video of the Year | Venceu    |

## American Music Awards[edit]
The American Music Awards is an annual music awards ceremony and one of several major American music awards shows. Azalea has received six nominations and two wins.
| Year    | Recipient / Nominated work | Award                             | Result    |
| ------- | -------------------------- | --------------------------------- | --------- |
| 2014[3] | Iggy Azalea                | Artist of The Year                | Nominated |
| 2014[3] | Iggy Azalea                | New Artist of The Year            | Nominated |
| 2014[3] | Iggy Azalea                | Favorite Female Artist - Pop/Rock | Nominated |
| 2014[3] | Iggy Azalea                | Favorite Artist - Rap/Hip-Hop     | Won       |
| 2014[3] | "Fancy" (feat. Charli XCX) | Single of The Year                | Nominated |
| 2014[3] | The New Classic            | Favorite Album - Rap/Hip-Hop      | Won       |

## Apple[edit]
American multinational corporation Apple Inc. releases its own annual editorial year-end best-of list from their media library and management application iTunes, unveiled on the global virtual store along with lists of its most-downloaded content. On December 8, 2014, Azalea won Song of the Year for "Fancy" on Apple's Best Of 2014, while the track also appeared at number five on the most-downloaded iTunes songs of the year list announced on the same day.[4]
| Year | Recipient / Nominated work | Award               | Result |
| ---- | -------------------------- | ------------------- | ------ |
| 2014 | "Fancy" (feat. Charli XCX) | Song of the Year[4] | Won    |

## ARIA Music Awards[edit]
The Australian Recording Industry Association Music Awards, commonly known as ARIA Music Awards are held to recognise excellence and innovation and achievement across all genres of Australian music. Award nominees and winners, excluding for sales and public voted categories, are selected by the ARIA Academy comprising "judges from all sectors of the music industry - retail, radio and tv, journalists and critics, television presenters, concert promoters, agents, ARIA member record companies and past ARIA winners".[5] The inaugural ARIA Awards took place in 1987.[6]
| Year    | Recipient / Nominated work | Award                         | Result    |
| ------- | -------------------------- | ----------------------------- | --------- |
| 2014[7] | Iggy Azalea                | Best Female Artist            | Nominated |
| 2014[7] | "Fancy" (feat. Charli XCX) | Song of the Year              | Nominated |
| 2014[7] | The New Classic            | Breakthrough Artist - Release | Won       |
| 2014[7] | The New Classic            | Best Urban Album              | Nominated |

## ASCAP[edit]
The American Society of Composers, Authors and Publishers (ASCAP) is a not-for-profit performance rights organization that protects its members' musical copyrights by monitoring public performances of their music, whether via a broadcast or live performance, and compensating them accordingly.

### ASCAP Pop Music Awards[edit]
| Year    | Recipient / Nominated work                  | Award                | Result |
| ------- | ------------------------------------------- | -------------------- | ------ |
| 2015[8] | "Fancy" (feat. Charli XCX)                  | Most Performed Songs | Won    |
| 2015[8] | "Problem" (Ariana Grande feat. Iggy Azalea) | Most Performed Songs | Won    |
| 2015[8] | "Black Widow" (feat. Rita Ora)              | Most Performed Songs | Won    |

### ASCAP Rhythm & Soul Music Awards[edit]
| Year | Recipient / Nominated work             | Award                              | Result |
| ---- | -------------------------------------- | ---------------------------------- | ------ |
| 2015 | "Fancy" (feat. Charli XCX)             | Award Winning R&B/Hip-Hop Songs[9] | Won    |
| 2015 | "No Mediocre" (T.I. feat. Iggy Azalea) | Award Winning R&B/Hip-Hop Songs[9] | Won    |
| 2015 | "No Mediocre" (T.I. feat. Iggy Azalea) | Award Winning Rap Songs[10]        | Won    |
| 2015 | "Fancy" (feat. Charli XCX)             | Award Winning Rap Songs[10]        | Won    |

## Attitude Magazine Awards[edit]
The Attitude Magazine Awards have been presented annually by British gay lifestyle magazine Attitude since 2012. Azalea has been nominated once.
| Year | Recipient / Nominated work | Award                   | Result |
| ---- | -------------------------- | ----------------------- | ------ |
| 2013 | Iggy Azalea                | Breakthrough Artist[11] | Won    |

## BBC Radio 1Xtra Hot Summer Awards[edit]
BBC Radio 1Xtra Hot Summer Awards have been handed out since 2013 by BBC Radio 1Xtra, a British digital radio station by the British Broadcasting Corporation (BBC) specialising in urban music. Azalea has received one win from one nomination.
| Year | Recipient / Nominated work | Award                    | Result |
| ---- | -------------------------- | ------------------------ | ------ |
| 2013 | Iggy Azalea                | Hottie of the Summer[12] | Won    |

## BET[edit]

### BET Awards[edit]
The BET Awards were established in 2001 by the Black Entertainment Television (BET) network to celebrate African Americans and other minorities in music, acting, sports, and other fields of entertainment over the past year. Azalea was nominated once in 2014.
| Year     | Recipient / Nominated work | Award                      | Result    |
| -------- | -------------------------- | -------------------------- | --------- |
| 2014[13] | Iggy Azalea                | Best Female Hip-Hop Artist | Nominated |
| 2015[14] | Iggy Azalea                | Best Female Hip-Hop Artist | Nominated |

### BET Hip-Hop Awards[edit]
The BET Hip-Hop Awards are hosted annually by the Black Entertainment Television network for Hip-Hop performers, producers and music video directors. Azalea has been nominated for three awards and won once.
| Year         | Recipient / Nominated work | Award                | Result    |
| ------------ | -------------------------- | -------------------- | --------- |
| 2014[15][16] | "Fancy" (feat. Charli XCX) | Best Hip-Hop Video   | Nominated |
| 2014[15][16] | "Fancy" (feat. Charli XCX) | People's Champ Award | Nominated |
| 2014[15][16] | Iggy Azalea                | Who Blew Up Award    | Won       |

## Billboard[edit]

### Billboard Mid-Year Music Awards[edit]
People can cast their votes for the annual Billboard.com's Mid-Year Music Awards after the first half of a calendar year is complete. Winners are announced at the beginning of July.
| Year         | Recipient / Nominated work                                                  | Award                       | Result    |
| ------------ | --------------------------------------------------------------------------- | --------------------------- | --------- |
| 2014[17][18] | Iggy Azalea                                                                 | First Half MVP              | Nominated |
| 2014[17][18] | Iggy Azalea                                                                 | Breakout Star               | Won       |
| 2014[17][18] | Iggy Azalea                                                                 | Best Style                  | Nominated |
| 2014[17][18] | "Fancy" (feat. Charli XCX)                                                  | Favorite No. 1 Hot 100 Song | Won       |
| 2014[17][18] | "Fancy" (feat. Charli XCX)                                                  | Best Music Video            | Won       |
| 2014[17][18] | "Problem" (Ariana Grande feat. Iggy Azalea) (At Billboard Music Awards2014) | Best Music Video            | Nominated |
| 2014[17][18] | "Problem" (Ariana Grande feat. Iggy Azalea) (At Billboard Music Awards2014) | Best Televised Performance  | Won       |
| 2015[19][20] | Iggy Azalea and Nick Young                                                  | Hottest Couple              | Nominated |
| 2015[19][20] | Britney Spears and Iggy Azalea Debut “Pretty Girls” Single                  | Most Buzzed-About Moment    | Nominated |

### Billboard Music Awards[edit]
The Billboard Music Award is an honor given by Billboard, a publication and music popularity chart covering the music business. The Billboard Music Awards show had been held annually since 1990 in December until it went dormant in 2007. The awards returned in 2011 and is held annually in May. Azalea received twelve nominations and won three in 2015.
| Year        | Recipient / Nominated work     | Award                             | Result    |
| ----------- | ------------------------------ | --------------------------------- | --------- |
| 2015[2][21] | Iggy Azalea                    | Top New Artist                    | Nominated |
| 2015[2][21] | Iggy Azalea                    | Top Female Artist                 | Nominated |
| 2015[2][21] | Iggy Azalea                    | Top Hot 100 Artist                | Nominated |
| 2015[2][21] | Iggy Azalea                    | Top Digital Songs Artist          | Nominated |
| 2015[2][21] | Iggy Azalea                    | Top Streaming Artist              | Won       |
| 2015[2][21] | Iggy Azalea                    | Top Rap Artist                    | Won       |
| 2015[2][21] | Iggy Azalea                    | Billboard Chart Achievement Award | Nominated |
| 2015[2][21] | The New Classic                | Top Rap Album                     | Nominated |
| 2015[2][21] | "Fancy" (feat. Charli XCX)     | Top Hot 100 Song                  | Nominated |
| 2015[2][21] | "Fancy" (feat. Charli XCX)     | Top Streaming Song (Audio)        | Nominated |
| 2015[2][21] | "Fancy" (feat. Charli XCX)     | Top Rap Song                      | Won       |
| 2015[2][21] | "Black Widow" (feat. Rita Ora) | Top Rap Song                      | Nominated |

### Billboard Women in Music Awards[edit]
The Billboard Women in Music Awards is an annual awards ceremony presented by Billboard magazine. Azalea was honored with an award on its 9th edition.[22]
| Year     | Recipient / Nominated work | Award        | Result |
| -------- | -------------------------- | ------------ | ------ |
| 2014[22] | Iggy Azalea                | Chart-Topper | Won    |

## BMI Pop Awards[edit]
The BMI Pop Awards are awarded annually by the Broadcast Music, Inc. (BMI), one of three United States performing rights organizations, collecting license fees on behalf of songwriters, composers, and music publishers and distributing them as royalties to those members whose works have been performed.
| Year     | Recipient / Nominated work     | Award               | Result |
| -------- | ------------------------------ | ------------------- | ------ |
| 2015[23] | "Black Widow" (feat. Rita Ora) | Award Winning Songs | Won    |
| 2015[23] | "Fancy" (feat. Charli XCX)     | Award Winning Songs | Won    |

## Capital Loves Awards[edit]
Capital, a radio network of independent contemporary hit radio stations in the United Kingdom, owned and operated by Global Radio, brings together the biggest hit music acts of the past 12 months with its annual 'Capital Loves…' end of year awards with the results being revealed live across the radio. Azalea has received one nomination in 2014.
| Year     | Recipient / Nominated work | Award       | Result    |
| -------- | -------------------------- | ----------- | --------- |
| 2014[24] | Iggy Azalea                | Best Female | Nominated |

## Capricho Awards[edit]
The Capricho Awards are an annual award show with categories consisting of music, television, film, internet, among others, created by popular Brazilian magazine Capricho, with voting open on Editora Abril's official website. Azalea has been nominated five times.
| Year         | Recipient / Nominated work                  | Award                          | Result    |
| ------------ | ------------------------------------------- | ------------------------------ | --------- |
| 2014[25][26] | "Fancy" (feat. Charli XCX)                  | Best International Video       | Nominated |
| 2014[25][26] | "Fancy" (feat. Charli XCX)                  | Best International Hit         | Nominated |
| 2014[25][26] | "Problem" (Ariana Grande feat. Iggy Azalea) | Best International Hit         | Won       |
| 2014[25][26] | "Problem" (Ariana Grande feat. Iggy Azalea) | Best Collaboration             | Won       |
| 2014[25][26] | Iggy Azalea                                 | International Breakthrough Act | Nominated |

## Channel V Australia[edit]
The [V] Oz Artist of the Year award is chosen by the Australian public, and presented annually by Channel V Australia. Azalea has been nominated twice.
| Year     | Recipient / Nominated work | Award                   | Result    |
| -------- | -------------------------- | ----------------------- | --------- |
| 2013[27] | Iggy Azalea                | V Oz Artist of the Year | Nominated |
| 2014[28] | Iggy Azalea                | V Oz Artist of the Year | Nominated |

## Cosmopolitan Fun Fearless Female Awards[edit]
The Cosmopolitan Fun Fearless Female Awards is an annual awards show presented by Cosmopolitan magazine to celebrate Australian women in television, music, sport and radio. Azalea has been nominated once.
| Year     | Recipient / Nominated work | Award            | Result    |
| -------- | -------------------------- | ---------------- | --------- |
| 2014[29] | Iggy Azalea                | Favourite Singer | Nominated |

## Glamour Women of the Year Awards[edit]
The Glamour Women of the Year is an annual award ceremony presented by English magazine Glamour. Azalea has received two nominations.
| Year     | Recipient / Nominated work | Award                              | Result    |
| -------- | -------------------------- | ---------------------------------- | --------- |
| 2015[30] | Iggy Azalea                | International Musician/Solo Artist | Nominated |
| 2015[30] | Iggy Azalea                | NEXT Breakthrough                  | Nominated |

## Grammy Awards[edit]
The Grammy Awards are awarded annually by the National Academy of Recording Arts and Sciences of the United States. Azalea received four nominations in 2015, includingBest New Artist and Record of the Year.
| Year     | Recipient / Nominated work | Award                          | Result    |
| -------- | -------------------------- | ------------------------------ | --------- |
| 2015[31] | "Fancy" (feat. Charli XCX) | Record of the Year             | Nominated |
| 2015[31] | "Fancy" (feat. Charli XCX) | Best Pop Duo/Group Performance | Nominated |
| 2015[31] | Iggy Azalea                | Best New Artist                | Nominated |
| 2015[31] | The New Classic            | Best Rap Album                 | Nominated |

## iHeartRadio Music Awards[edit]
The iHeartRadio Music Awards is an international music awards show founded by iHeartRadio in 2014 and broadcast live on NBC. The gala celebrates the year's top artists and music played across iHeartMedia's network. Azalea has received five nominations in 2015, including artist of the year, best collaboration, best new artist and the inaugural "Renegade Award," which recognizes "an emerging standout artist that defies convention and breaks boundaries" and is sponsored by Jeep.[32]
| Year     | Recipient / Nominated work                  | Award              | Result    |
| -------- | ------------------------------------------- | ------------------ | --------- |
| 2015[33] | Iggy Azalea                                 | Artist of the Year | Nominated |
| 2015[33] | Iggy Azalea                                 | Best New Artist    | Nominated |
| 2015[33] | Iggy Azalea                                 | Renegade           | Nominated |
| 2015[33] | "Fancy" (feat. Charli XCX)                  | Best Collaboration | Nominated |
| 2015[33] | "Problem" (Ariana Grande feat. Iggy Azalea) | Best Collaboration | Nominated |

## International Dance Music Awards[edit]
The International Dance Music Awards (IDMA) is an annual awards ceremony presented at the Winter Music Conference (WMC) which is held every March since 1985 in Miami Beach, Florida, United States.
| Year         | Recipient / Nominated work                 | Award                             | Result    |
| ------------ | ------------------------------------------ | --------------------------------- | --------- |
| 2015[34][35] | "Fancy" (feat. Charli XCX)                 | Best Rap/Hip Hop/Trap Dance Track | Nominated |
| 2015[34][35] | "Booty" (Jennifer Lopez feat. Iggy Azalea) | Best Commercial/Pop Dance Track   | Nominated |

## J-14 Teen Icon Awards[edit]
The J-14 Teen Icon Awards are awarded annually by American teenage magazine J-14. Azalea has received one nomination.
| Year | Recipient / Nominated work | Award           | Result    |
| ---- | -------------------------- | --------------- | --------- |
| 2014 | "Fancy" (feat. Charli XCX) | Iconic Song[36] | Nominated |

## MuchMusic Video Awards[edit]
The MuchMusic Video Awards is an annual awards ceremony presented by the Canadian music video channel MuchMusic. Azalea has received one nomination.
| Year | Recipient / Nominated work     | Award                                             | Result    |
| ---- | ------------------------------ | ------------------------------------------------- | --------- |
| 2014 | "Fancy" (feat. Charli XCX)     | International Video of the Year[37]               | Nominated |
| 2015 | "Black Widow" (feat. Rita Ora) | Most Buzzworthy International Artist or Group[38] | Nominated |

## MTV Awards[edit]

### MTV Europe Music Awards[edit]
The MTV Europe Music Awards (EMA) were established in 1994 by MTV Networks Europe to celebrate the most popular music in Europe. Azalea has been nominated seven times and won once.
| Year         | Recipient                      | Award               | Result    |
| ------------ | ------------------------------ | ------------------- | --------- |
| 2013[39]     | Iggy Azalea                    | Best Push Act       | Nominated |
| 2013[39]     | Iggy Azalea                    | Best Australian Act | Nominated |
| 2014[40][41] | Iggy Azalea                    | Best Australian Act | Nominated |
| 2014[40][41] |                                |                     |           |
| 2014[40][41] | "Black Widow" (feat. Rita Ora) | Best Video          | Nominated |
| 2014[40][41] | Iggy Azalea                    | Best Hip Hop        | Nominated |
| 2014[40][41] | Iggy Azalea                    | Best Look           | Nominated |

### MTV Italia Awards[edit]
The MTV Awards are an annual show established by MTV Italia to celebrate the most popular music and events in Italy.
| Year     | Recipient / Nominated work | Award                      | Result    |
| -------- | -------------------------- | -------------------------- | --------- |
| 2015[42] | Iggy Azalea                | Best Artist From The World | Nominated |

### MTV Millennial Awards[edit]
The MTV Millennial Awards were established in 2013 by MTV Latino to celebrate the most popular music and events in Latin America.
| Year     | Recipient / Nominated work                  | Award           | Result    |
| -------- | ------------------------------------------- | --------------- | --------- |
| 2014[43] | "Problem" (Ariana Grande feat. Iggy Azalea) | Hit of the Year | Nominated |

### MTV Video Music Awards[edit]
The MTV Video Music Awards were established in 1984 by MTV to celebrate the top music videos of the year. Azalea has been nominated nine times and won once.
| Year     | Recipient / Nominated work                  | Award              | Result    |
| -------- | ------------------------------------------- | ------------------ | --------- |
| 2013[44] | "Work"                                      | Artist To Watch    | Nominated |
| 2014[45] | "Fancy" (feat. Charli XCX)                  | Video of the Year  | Nominated |
| 2014[45] | "Fancy" (feat. Charli XCX)                  | Best Female Video  | Nominated |
| 2014[45] | "Fancy" (feat. Charli XCX)                  | Best Art Direction | Nominated |
| 2014[45] | "Fancy" (feat. Charli XCX)                  | Best Pop Video     | Nominated |
| 2014[45] | "Problem" (Ariana Grande feat. Iggy Azalea) | Best Pop Video     | Won       |
| 2014[45] | "Problem" (Ariana Grande feat. Iggy Azalea) | Best Collaboration | Nominated |
| 2014[45] | "Problem" (Ariana Grande feat. Iggy Azalea) | Best Female Video  | Nominated |
| 2014[45] | "Problem" (Ariana Grande feat. Iggy Azalea) | Best Lyric Video   | Nominated |

### mtvU Woodie Awards[edit]
The Woodie Awards were established by MTV in 2004 to recognises the best in music as voted for by college students. Azalea has been nominated twice.
| Year | Recipient / Nominated work | Award                   | Result    |
| ---- | -------------------------- | ----------------------- | --------- |
| 2012 | Iggy Azalea                | Breakthrough Woodie[46] | Nominated |
| 2014 | "Bounce"                   | Best Video Woodie[47]   | Nominated |

## MOBO Awards[edit]
The MOBO Awards (an acronym for Music of Black Origin) were established in 1996 by Kanya King. They are held annually in the United Kingdom to recognize artists of any race or nationality performing music of black origin. Azalea has been nominated once.
| Year     | Recipient / Nominated work | Award                  | Result    |
| -------- | -------------------------- | ---------------------- | --------- |
| 2013[48] | Iggy Azalea                | Best International Act | Nominated |
| 2014[49] | Iggy Azalea                | Best International Act | Nominated |

## MP3 Music Awards[edit]
The MP3 Music Awards (MMA) were established in 2007 to honour popular artists and quality MP3 players and retailers. Award winners are chosen by a public vote. Azalea has won one award.
| Year         | Recipient / Nominated work                 | Award                                  | Result |
| ------------ | ------------------------------------------ | -------------------------------------- | ------ |
| 2014[50][51] | "Booty" (Jennifer Lopez feat. Iggy Azalea) | The BFV Award Best / Female / Vocalist | Won    |

## NewNowNext Awards[edit]
The NewNowNext Awards is an American annual entertainment awards show, presented by the lesbian, gay, bisexual and transgender-themed channel Logo. Launched in 2008, awards are presented both for LGBT-specific and general interest achievements in entertainment and pop culture. Azalea has been nominated once in 2014.
| Year     | Recipient / Nominated work | Award                    | Result    |
| -------- | -------------------------- | ------------------------ | --------- |
| 2014[52] | Iggy Azalea                | Best New Female Musician | Nominated |

## Nickelodeon Kids' Choice Awards[edit]
The Nickelodeon Kids' Choice Awards, also known as the KCAs or Kids Choice Awards, is an annual awards show that airs on the Nickelodeon cable channel, which is usually held on a Saturday night in late March or early April, that honors the year's biggest television, movie, and music acts, as voted by Nickelodeon viewers.
| Year         | Recipient / Nominated work                  | Award                          | Result    |
| ------------ | ------------------------------------------- | ------------------------------ | --------- |
| 2015[53][54] | "Fancy" (feat. Charli XCX)                  | Favorite Song of the Year      | Nominated |
| 2015[53][54] | "Problem" (Ariana Grande feat. Iggy Azalea) | Favorite Song of the Year      | Nominated |
| 2015[53][54] | Iggy Azalea                                 | Favorite New Artist            | Nominated |
| 2015[53][54] | Iggy Azalea                                 | Favorite Aussie/Kiwi Music Act | Nominated |

## NME Awards[edit]
The NME Awards are an annual music awards show founded by British weekly music publication NME. Azalea has been nominated once and won in 2015.
| Year         | Recipient / Nominated work | Award             | Result |
| ------------ | -------------------------- | ----------------- | ------ |
| 2015[55][56] | "Fancy" (feat. Charli XCX) | Dancefloor Filler | Won    |

## NRJ Music Awards[edit]
The NRJ Music Awards were created in 2000 by French radio station NRJ in partnership with the television network TF1. Azalea has received two nominations.
| Year     | Recipient / Nominated work                  | Award                                  | Result    |
| -------- | ------------------------------------------- | -------------------------------------- | --------- |
| 2014[57] | Iggy Azalea                                 | International Breakthrough of the Year | Nominated |
| 2014[57] | "Problem" (Ariana Grande feat. Iggy Azalea) | International Song of the Year         | Nominated |

## O Music Awards[edit]
The O Music Awards are one of the major annual awards established by Viacom to honor the art, creativity, personality and technology of music into the digital space. Azalea has been nominated once in 2012.
| Year | Recipient / Nominated work | Award                    | Result    |
| ---- | -------------------------- | ------------------------ | --------- |
| 2012 | Iggy Azalea                | Best Web-Born Artist[58] | Nominated |

## People's Choice Awards[edit]
The People's Choice Awards is an American awards show established in 1974 that recognizes the people and the work of popular culture and is voted on by the general public. Azalea has received two nominations and won once.
| Year         | Recipient / Nominated work | Award                   | Result    |
| ------------ | -------------------------- | ----------------------- | --------- |
| 2015[59][60] | Iggy Azalea                | Favorite Female Artist  | Nominated |
| 2015[59][60] | Iggy Azalea                | Favorite Hip-Hop Artist | Won       |

## Radio Disney Music Awards[edit]
The Radio Disney Music Awards (RDMA) is an annual awards show which is operated and governed by Radio Disney, an American radio network, and televised on Disney Channel.
| Year         | Recipient / Nominated work                  | Award            | Result |
| ------------ | ------------------------------------------- | ---------------- | ------ |
| 2015[61][62] | "Problem" (Ariana Grande feat. Iggy Azalea) | Song Of The Year | Won    |

## Soul Train Music Awards[edit]
The Soul Train Music Awards is an annual award show aired in national broadcast syndication that honors the best in African American music and entertainment established in 1987. Azalea has been nominated two times in 2014.[63]
| Year | Recipient / Nominated work             | Award                         | Result    |
| ---- | -------------------------------------- | ----------------------------- | --------- |
| 2014 | "Fancy" (feat. Charli XCX)             | Best Hip-Hop Song of The Year | Nominated |
| 2014 | "No Mediocre" (T.I. feat. Iggy Azalea) | Best Hip-Hop Song of The Year | Nominated |

## Teen Choice Awards[edit]
The Teen Choice Awards were established in 1999 to honor the year's biggest achievements in music, movies, sports and television, being voted by young people aged between 13 and 19. Azalea has won three awards from seven nominations.[64]
| Year     | Recipient / Nominated work                    | Award                            | Result    |
| -------- | --------------------------------------------- | -------------------------------- | --------- |
| 2014     | Iggy Azalea                                   | Choice R&B/Hip-Hop Artist        | Won       |
| 2014     | Iggy Azalea                                   | Candie's Choice Style Icon       | Nominated |
| 2014     | Iggy Azalea                                   | Choice Summer Music Star: Female | Nominated |
| 2014     | "Fancy" (feat. Charli XCX)                    | Choice Summer Song               | Nominated |
| 2014     | "Fancy" (feat. Charli XCX)                    | Choice R&B/Hip-Hop Song          | Won       |
| 2014     | "Fancy" (feat. Charli XCX)                    | Choice Single Female Artist      | Nominated |
| 2014     | "Problem" (Ariana Grande feat. Iggy Azalea)   | Choice Single Female Artist      | Won       |
| 2015[65] | Iggy Azalea                                   | Choice Female Artist             | Pending   |
| 2015[65] | Iggy Azalea                                   | Choice R&B/Hip-Hop Artist        | Pending   |
| 2015[65] | "Pretty Girls" (Britney Spears & Iggy Azalea) | Choice Single: Female Artist     | Pending   |
| 2015[65] | "Pretty Girls" (Britney Spears & Iggy Azalea) | Choice Music: Collaboration      | Pending   |

## The Boombox Fan Choice Awards[edit]
The Boombox Fan Choice Awards are presented by American hip-hop online publication The Boombox since 2014. Azalea has received four nominations and won once.
| Year     | Recipient / Nominated work      | Award                     | Result    |
| -------- | ------------------------------- | ------------------------- | --------- |
| 2014[66] | "Change Your Life" (feat. T.I.) | Hip-Hop Video of the Year | Won       |
| 2015[67] | "Fancy" (feat. Charli XCX)      | Hip-Hop Video of the Year | Nominated |
| 2015[67] | "Fancy" (feat. Charli XCX)      | Hip-Hop Song of the Year  | Nominated |
| 2015[67] | "Booty" (with Jennifer Lopez)   | R&B Video of the Year     | Nominated |

## UK Music Video Awards[edit]
The UK Music Video Awards are organised by two of the key members of the team behind bug www.bugvideos.co.uk, the bfi southbank's highly successful music video strand. Azalea has been nominated four times.
| Year     | Recipient                       | Award                   | Result    |
| -------- | ------------------------------- | ----------------------- | --------- |
| 2013[68] | "Work"                          | Best Urban Video        | Nominated |
| 2013[68] | "Work"                          | Best Styling in a Video | Nominated |
| 2014[69] | "Change Your Life" (feat. T.I.) | Best Urban Video        | Nominated |
| 2014[69] | "Fancy" (feat. Charli XCX)      | Best Styling in a Video | Nominated |

## We Love Pop Awards[edit]
The We Love Pop Awards are an annual award show created by popular teen British magazine focused on pop music We Love Pop, with voting open on their official website earlier in the Summer and results revealed on their yearly August issue. Azalea has been nominated four times.[citation needed]
| Year     | Recipient / Nominated work                  | Award              | Result    |
| -------- | ------------------------------------------- | ------------------ | --------- |
| 2014[70] | Iggy Azalea                                 | Best Solo Star     | Nominated |
| 2014[70] | Iggy Azalea                                 | Best Newcomer      | Nominated |
| 2014[70] | "Fancy" (feat. Charli XCX)                  | Best Summer Anthem | Nominated |
| 2014[70] | "Problem" (Ariana Grande feat. Iggy Azalea) | Best Summer Anthem | Nominated |

## World Music Awards[edit]
The World Music Award is an international awards show founded in 1989 that annually honors recording artists based on worldwide sales figures provided by the International Federation of the Phonographic Industry (IFPI). Azalea has received eleven nominations.[71]
| Year | Recipient / Nominated work      | Award                      | Result    |
| ---- | ------------------------------- | -------------------------- | --------- |
| 2014 | Iggy Azalea                     | World's Best Female Artist | Nominated |
| 2014 | Iggy Azalea                     | World's Best Live Act      | Nominated |
| 2014 | Iggy Azalea                     | World's Best Entertainer   | Nominated |
| 2014 | "Bounce"                        | World's Best Song          | Nominated |
| 2014 | "Bounce"                        | World's Best Video         | Nominated |
| 2014 | "Change Your Life" (feat. T.I.) | World's Best Song          | Nominated |
| 2014 | "Change Your Life" (feat. T.I.) | World's Best Video         | Nominated |
| 2014 | "Fancy" (feat. Charli XCX)      | World's Best Song          | Nominated |
| 2014 | "Fancy" (feat. Charli XCX)      | World's Best Video         | Nominated |
| 2014 | "Work"                          | World's Best Song          | Nominated |
| 2014 | "Work"                          | World's Best Video         | Nominated |

## XXL Magazine[edit]
XXL is an American hip hop magazine founded in 1998, and published by Harris Publications. Azalea was included on the Top 10 Freshmen for 2012, becoming the first female, and non-American rapper to be featured on the list.
| Year | Recipient / Nominated work | Award                                 | Result |
| ---- | -------------------------- | ------------------------------------- | ------ |
| 2012 | Iggy Azalea                | Freshman Class Fan Vote Finalists[72] | Won    |

## Young Hollywood Awards[edit]
The Young Hollywood Awards are presented annually honouring the years' biggest achievements in pop music, movies, sports, television, fashion and more, as voted on by teenagers aged 13–19 and young adults. Azalea has won one award from three nominations.[73]
| Year | Recipient / Nominated work                  | Award                        | Result    |
| ---- | ------------------------------------------- | ---------------------------- | --------- |
| 2014 | Iggy Azalea                                 | Hottest Music Artist         | Nominated |
| 2014 | "Fancy" (feat. Charli XCX)                  | Song of the Summer/DJ Replay | Won       |
| 2014 | "Problem" (Ariana Grande feat. Iggy Azalea) | Song of the Summer/DJ Replay | Nominated |

## 4Music Video Honours[edit]
4Music Video Honours is an end of year fan voted award show presented by 4Music, a music and entertainment channel in the United Kingdom and available on some digital television providers in the Republic of Ireland launched in 2008, with the results being revealed on an annual TV special program.
| Year     | Recipient / Nominated work | Award     | Result    |
| -------- | -------------------------- | --------- | --------- |
| 2014[74] | Iggy Azalea                | Best Girl | Nominated |